# Abaé
Abaé, Abé ou Aba (en grec ancien Άβαι / Abai) était une cité grecque de Phocide, au nord-est près du Céphise.
Fondée par Abas, roi d'Argos, elle était célèbre par son oracle d'Apollon. Ses habitants la quittèrent lors de l'invasion de Xerxès Ier et allèrent s'établir dans l'Eubée, qui reçut d'eux le nom d'« Abantis ».